# ハインリヒ28世・ロイス・ツー・ケストリッツ
ハインリヒ28世・ロイス・ツー・ケストリッツ（Heinrich XXVIII. Prinz Reuß zu Köstritz, 1859年6月3日 シュトンスドルフ - 1924年5月8日 ベルリン）は、ドイツの旧諸侯ロイス家傍系の公子。著述家。
ロイス＝ケストリッツ侯子ハインリヒ63世の五男でシュトンスドルフ領主のハインリヒ12世（1829年 - 1866年）と、その妻でプレス侯ハインリヒ10世の娘アンナ・フォン・ホッホベルク（1839年 - 1916年）の間の一人息子。父が若くして他界すると、母は義弟の1人ハインリヒ13世と再婚した。
1884年9月18日ラウバッハで、伯爵令嬢マグダレーネ・ツー・ゾルムス＝ラウバッハ（1863年 - 1925年）と結婚したが、1907年に離婚した。その後まもなく平民のグレース・ソーヤー（Grace Sawyer, 1974年 - 1958年）と再婚する意思を固めたため、彼女との貴賤結婚を控えた1908年7月15日、エーベルスドルフにて、ロイス侯家の成員の地位放棄と引き換えに、兄系・弟系両ロイス侯国の貴族「デュレンブルク伯爵（Graf von Dürrenberg）」の爵位を授けられた。同年10月12日、ロンドンでグレースと再婚した。
1898年よりプロイセン貴族院議員を務めた。また、貴族の使用人に関する2冊の著書『正しい御者』『正しい下僕』を著した。これらは帝政ドイツ時代の上級貴族階層の日常生活に関する詳細な情報を提供する書として、現在文化史的な観点から評価されている。
最初の妻との間に3人の子をもうけた。
- ハインリヒ34世（1887年 - 1956年） - 1909年ロイス＝ケストリッツ侯女ゾフィーと結婚
  - ハインリヒ1世（1910年 - 1982年） - 弟系ロイス侯世子ハインリヒ45世と養子縁組
- ハインリヒ36世（1888年 - 1956年） - 1919年シェーンブルク＝ヴァルデンブルク侯女ヘルミーネと結婚
  - マグダレーネ（1920年 - 2009年） - 1943年プロイセン王子フーベルトゥスと結婚
- ベニグナ・カロリーネ・エリーザベト・シャルロッテ（1892年 - 1982年）

## 著作
- Der korrekte Kutscher. Handbuch für Equipagenbesitzer und deren Kutscher (Berlin 1890)
- Der korrekte Diener. Handbuch für Herrschaften und deren Diener (Berlin 1900, 2. Auflage 1908)